# Apophua sugaharai
Apophua sugaharai är en stekelart som beskrevs av Setsuya Momoi 1978. Apophua sugaharai ingår i släktet Apophua och familjen brokparasitsteklar. Inga underarter finns listade i Catalogue of Life.